# Lijon Eknilang
Lijon Eknilang (geb. 1. März 1946; gest. vor oder am 24. August 2012 in Majuro) war eine Aktivistin in den Marshallinseln und Überlebende von Radioaktivem Niederschlag (nuclear fallout). Eknilang vertrat die Interessen der Bewohner des Rongelap-Atolls, die durch die Niederschläge nach den Atomwaffentests Castle Bravo im Bikini-Atoll 1954 verstrahlt worden waren.

## Leben
Eknilang war zum Zeitpunkt des Wasserstoffbombentests auf Castle Bravo am 1. März 1954 gerade einmal acht Jahre alt. Der aus dem Test auf dem Bikini-Atoll resultierende Niederschlag löste eine schneesturmartige Schicht aus radioaktivem Niederschlag aus, der das Rongelap-Atoll bedeckte. Die 82 Einwohner von Rongelap, darunter Eknilang, litten aufgrund der Strahlung langfristig unter gesundheitlichen Problemen. Eknilang erlitt acht Fehlgeburten und konnte keine Kinder bekommen.
Eknilang reiste ausgiebig durch die Vereinigten Staaten und Europa, um auf die gesundheitlichen Probleme der Bewohner von Rongelap durch Castle Bravo aufmerksam zu machen. Sie wurde als „Ikone der Marshallinseln für ihr internationales Eintreten für die Opfer von Atomtests“ („icon in the Marshall Islands for her international advocacy on behalf of nuclear test victims“) bezeichnet. Eknilang sprach im Namen der ehemaligen Bewohner von Rongelap vor dem Kongress der Vereinigten Staaten. Sie sprach im November 1995 auch beim Beratungsverfahren zur Rechtmäßigkeit der Bedrohung oder des Einsatzes von Atomwaffen vor dem Internationalen Gerichtshof in Den Haag.
Lijon Eknilang verstarb in Majuro im August 2012.